# 湾沚南站
湾沚南站位于中华人民共和国安徽省芜湖市湾沚区湾沚镇，是合杭高速铁路在安徽省内的其中一个车站。车站总建筑面积约165000平方米，站台规模2台4线。2020年6月28日随商杭客运专线合肥至湖州段开通而投入使用。